# Xunantunich
Xunantunich (Mopan: stenen vrouw) is een complex van Mayaruïnes in het westen van Belize, ongeveer 130 kilometer ten westen van Belize City, nabij de grens met Guatemala. Het complex ligt nabij de rivier Mopan. Het is een van de bekendste bezienswaardigheden van het land.

## Algemeen
Het complex, voor het merendeel daterend van 200 tot 900 na Chr., bestaat uit 6 pleinen met 25 tempels en paleizen. 
In 2016 werden twee 7e-eeuwse stenen panelen gevonden met zeer kunstzinnig uitgevoerde compacte inscripties, gevat in ovalen cartouches, die afkomstig bleken van een monumentale trap in een belangrijke koningsstad, Caracol, gelegen 40 km ten zuiden van Xunantunich.